# نظام معرفي

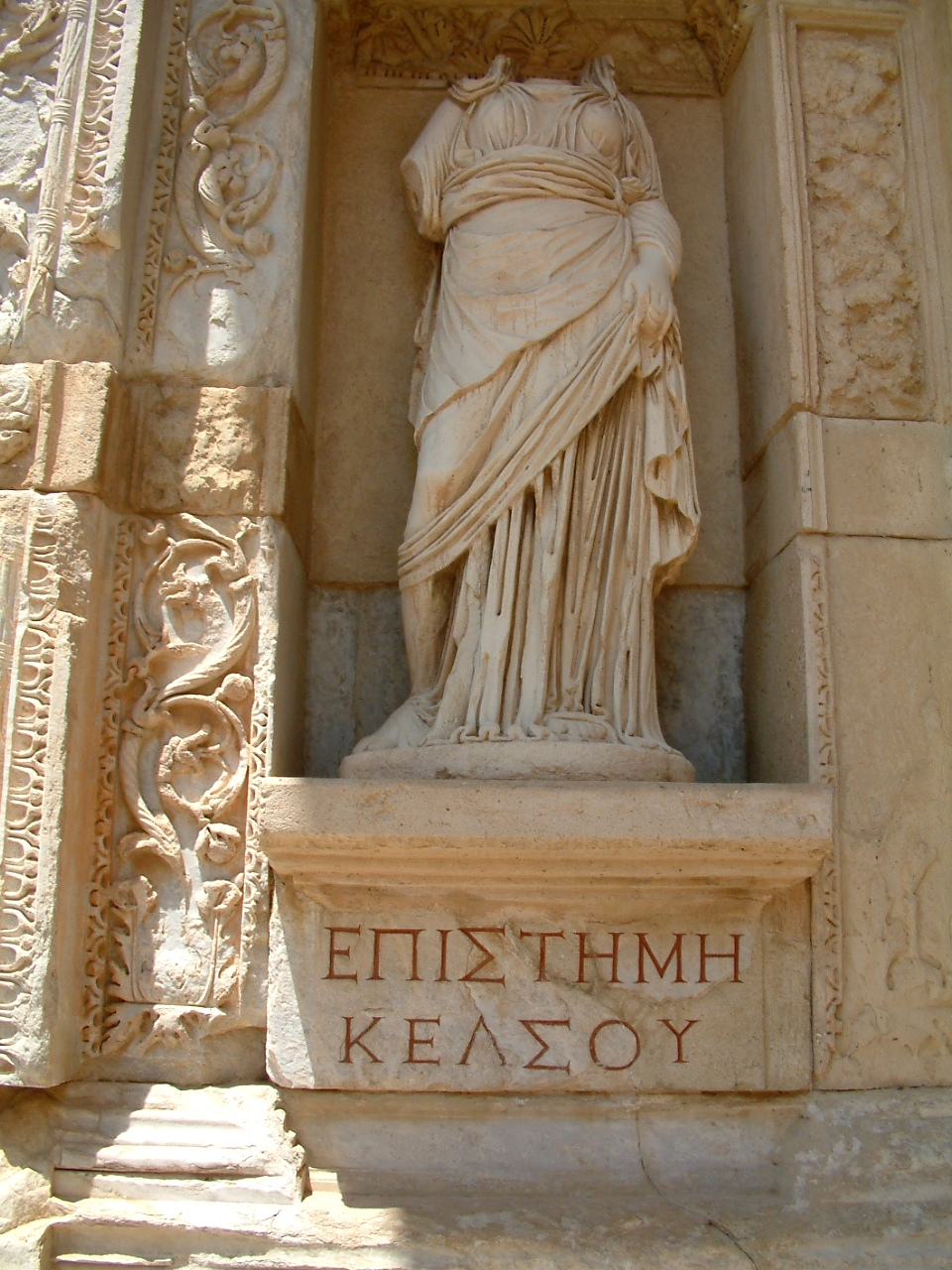

الإبستمية أو النظام المعرفي أو المعرفة الإنسانية (بالإنجليزية: Episteme)‏ هو مصطلح مشتق من اليونانية (باللاتينية: ἐπιστήμη)، والتي جاءت من المعرفة أو العلم، وتعني دراسة نظرية المعرفة. قديمًا كان المفكرون اليونانيون يعقدون مقارنة بين الإبستمية والفن. تعني الإبستمية في مصطلحات أفلاطون المعرفة الإنسانية من منظور الاعتقاد الصحيح كما لو كان حقيقة، أي المعرفة الأكيدة وقدرة الإنسان على الوصول إلى حقيقة الأشياء، وهو بذلك يختلف عن مصطلح دوكسا أو التخمين الذي يشير إلى الاعتقاد الشائع أو مجرد رأي. أما الكلمة من منظور نظرية المعرفة تعني دراسة نظرية المعرفة، وقد تم اشتقاقها من لفظ الإبستمية ذاته.
يستعمل ميشيل فوكو مفهوم الإبيستمي بمعنى قريب من البرادايم عند توماس كوين، فهو يشير - عِندهُ - إلى الإطار الفكري أو النظام المعرفي الخاص بحقبة تاريخية مخصوصة، ويشمل - في نظره - مجموع العلاقات بين العلوم، أو بين الخطابات العلمية المختلفة.